# Chantal Darget
Pour les articles homonymes, voir Chauvet et Darget.
Marie Chantal Chauvet, dite Chantal Darget, est une comédienne française, née le 22 mai 1934 à Tours et morte le 6 juillet 1988 à Paris.

## Biographie
Chantal Darget n'a pas de lien de parenté avec le journaliste Claude Darget.
Elle est la fille de Marie-Madeleine Chauvet.
Elle fait ses débuts au cinéma à l'âge de 15 ans dans Zone frontière de Jean Gourguet. Après qu'elle s'est consacrée au théâtre, c'est Jean-Luc Godard qui la fait revenir au cinéma dans Bande à part en 1966, puis Masculin féminin en 1980. 

### Mort

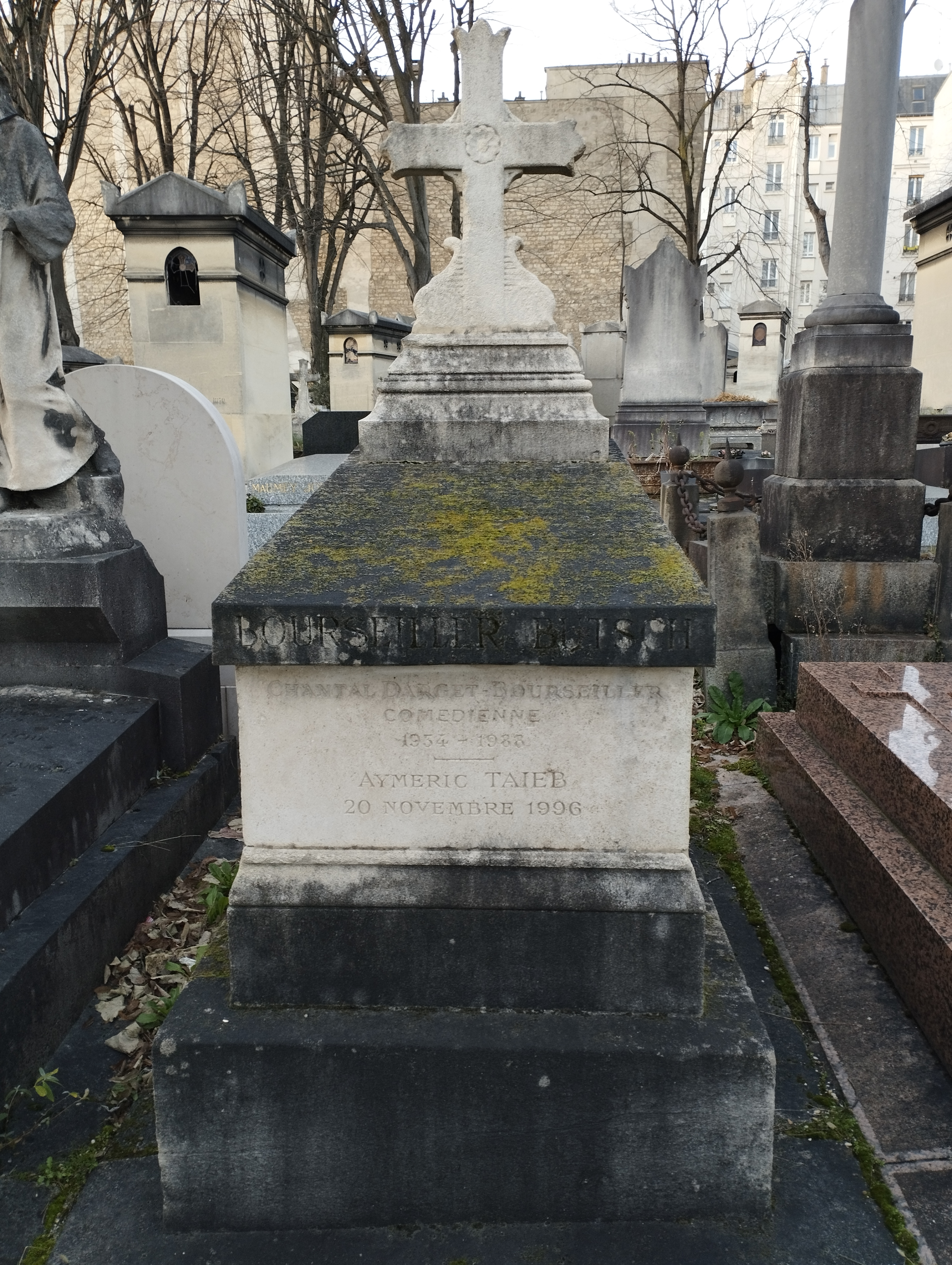
Tombe de Chantal Darget au cimetière du Père-Lachaise (division 62).

Chantal Darget meurt d'un cancer le 6 juillet 1988. Elle est inhumée au cimetière du Père-Lachaise (division 62) à Paris.

### Vie privée
Chantal Darget est d'abord mariée avec André Gintzburger (d) avec lequel elle a un fils, l'acteur et historien Christophe Bourseiller ; puis avec Antoine Bourseiller, de leur union naît une fille, Marie Sara.

## Filmographie sélective
- 1950 : Zone frontière de Jean Gourguet
- 1964 : Bande à part de Jean-Luc Godard : la tante d'Arthur
- 1964 : Marie Soleil d'Antoine Bourseiller
- 1966 : Masculin féminin de Jean-Luc Godard : la femme dans le métro (non créditée)
- 1972 : L’Italien des roses de Charles Matton : Paule
- 1980 : La Naissance du jour de Jacques Demy : Thérèse Dorny

## Adaptation théâtrale
- 1965 : Lettres portugaises, mise en scène par Antoine Bourseiller au Théâtre de Poche-Montparnasse